# کورتنی بروسنان
کورتنی بروسنان (انگلیسی: Courtney Brosnan؛ زادهٔ ۱۰ نوامبر ۱۹۹۵) بازیکن فوتبال اهل جمهوری ایرلند است که در حال حاضر برای باشگاه فوتبال زنان اورتون بازی می‌کند.
از باشگاه‌هایی که در آن بازی کرده است می‌توان به باشگاه فوتبال زنان اورتون اشاره کرد.
وی همچنین در تیم‌های ملی فوتبال زیر ۱۷ سال و زیر ۱۹ سال زنان جمهوری ایرلند، زیر ۲۳ سال زنان ایالات متحده آمریکا و بزرگسالان زنان جمهوری ایرلند بازی کرده است.

## دوران باشگاهی
کورتنی بروسنان در بخش شورت هیلز از ملبورن، نیوجرسی بزرگ شد و به دبیرستان میلبورن رفت قبل از اینکه به دانشگاه سیراکیوس برود تا برای تیم باشگاه فوتبال زنان سیراکیوس بازی کند.
در پایان دوران تحصیل خود در سیراکیوس، بروسنان به عنوان بهترین تمام فصل تیم در تعداد سیوها (۳۴۴) و ۸ کلین‌شیت، که در رتبه سوم جدول کلی قرار داشت، شناخته شد.

### وستهام یونایتد
بروسنان در ۹ اوت ۲۰۱۹ به باشگاه فوتبال زنان وستهام یونایتد پیوست و شماره ۱۸ را به تن کرد. او در ۸ سپتامبر ۲۰۱۹ اولین بازی خود را در لیگ در برابر باشگاه فوتبال زنان آرسنال انجام داد.
در ۲۱ مه ۲۰۲۱، بروسنان از قرارداد خود با باشگاه فوتبال زنان وستهام یونایتد آزاد شد.

### اورتون
بروسنان در ۲۶ ژوئیه ۲۰۲۱ به باشگاه فوتبال زنان اورتون پیوست. او در ۱۹ دسامبر ۲۰۲۱ اولین بازی خود را در لیگ در برابر تاتنهام هاتسپر انجام داد. بروسنان در دو فصل اول خود در باشگاه با امیلی رمزی به صورت چرخشی بازی کرد.
قرارداد بروسنان در سال ۲۰۲۲ تمدید شد.
او به همراه دوایت مک‌نیل به عنوان قهرمان باشگاه اورتون برای ۲۰۲۲/۲۳ معرفی شد. قرارداد او در ۲۸ ژوئن ۲۰۲۴ برای دو سال دیگر تمدید شد.

## دوران ملی
بروسنان در ایالات متحده آمریکا به دنیا آمد و از نژاد ایرلندی است و می‌توانست برای تیم ملی تیم ملی فوتبال زنان جمهوری ایرلند یا ایالات متحده بازی کند، اما در نهایت تصمیم گرفت برای ایرلند بازی کند.
در ۱۱ اکتبر ۲۰۲۲، بروسنان یک پنالتی را در بازی پلی‌آف انتخابی جام جهانی، در بازی جمهوری ایرلند در برابر اسکاتلند مهار کرد که تیمش در نهایت ۱–۰ پیروز شد و به جام جهانی فوتبال زنان ۲۰۲۳ راه یافت.
در ۳۱ ژوئیه ۲۰۲۳، بروسنان یک سیو نزدیک‌به‌نقطه پنالتی داشت که به عنوان 'کلاس جهانی' توصیف شد. این عمل در برابر تیم ملی فوتبال زنان نیجریه بود.
در سال ۲۰۲۳، بروسنان به خاطر عملکردش جایزه بازیکن سال را دریافت کرد و اولین دروازه‌بان بود که از زمان اما برن در سال ۲۰۱۲ این جایزه را کسب کرد. این موفقیت نشان‌دهنده تلاش‌های بسیار او در طول سال‌ها بود و او را به عنوان یکی از بهترین دروازه‌بانان زن در سطح بین‌المللی معرفی کرد. بروسنان با استعداد و مهارت‌های خود در دروازه، توانسته است به تیم ملی کمک کند و در مسابقات مهم نقش کلیدی ایفا کند. او به عنوان یک الگو برای جوانان در ورزش شناخته می‌شود و به ترویج فوتبال زنان در ایرلند کمک کرده است.